# Трофимович Костянтин Костянтинович
Трофимович Костянтин Костянтинович (1 квітня 1923, Пинськ — 29 березня 1993, Львів) — учений-славіст, професор Львівського університету, журналіст.

## Біографія
Початкову школу і кілька класів гімназії закінчив у Сарнах. Середню освіту здобув у 1947 році. В тому ж році вступив на філологічний факультет Львівського університету. Основною спеціальністю обрав богемістику. Закінчив університет в 1952 році. У 1961 р. він успішно захистив кандидатську дисертацію на тему «Складні слова в чеській мові добілогорського періоду». Його стараннями у Львівському університеті було запроваджено вивчення сербохорватської (1974) і болгарської (1978) мов та літератур. Захистив ступінь доктора наук в 1979 році. Викладав у Львівському університеті у 1954 — 1993. З 1981 професор. Лаборант (1952), старший викладач, доцент (1964), завідувач кафедри слов'янської філології. Декан філологічного факультету Львівського університету 1979 — 1986.
Похований на Личаківському цвинтарі.

## Слов'янознавство
Автор підручників і посібників зі старослов'янської мови і порівняльного мовознавства: «Старослов'янська мова: відмінювання і дієвідмінювання» (1958) «Методичні вказівки до виконання контрольних робіт з старослов'янської мови» (1967), «Практикум з порівняльної граматики слов'янських мов», 1960). Учасник славістичних симпозіумів (Ополє, 1989) з'їздів (Київ, 1983) і семінарів (Львів, 1989, Будишін, 1991-92). Член українського комітету славістів.

## Сорабістика
Провідний сорабіст. Докторська дисертація «Становлення та розвиток верхньолужицької літературної мови». Написав підручник «Серболужицька мова» (1964), уклав «Верхнелужицко-русский словарь» (1974), «Українсько-верхньолужицький словник» ч. 1 (1993). У співавторстві з Моторним видав «Нариси з історії лужицької літератури» (1970). Упорядник антології дитячої поезії «Ластівка з лужиці» (1969). Один з упорядників антології «Поезія лужицьких сербів» (1971). Досліджував серболужицько-українські мовні та літературні зв'язки («Спільність і відмінності в розвитку відмінювання іменників у лужицькій та українській мовах» (1968), «Сучасні українсько-серболужицькі літературні зв'язки»(1986), «Серболужицька література і Україна» (1987). Автор 150 праць, пов'язаних з сорабістичною тематикою. Ініціатор проведення сорабістичних семінарів у Львові. Нагороджений державною премією НДР ім. Якуба Барта-Цішинського (1986), літературною премією «Домовіни» (1988). Член «Матиці сербської».

## Твори
- Серболужицька мова: Лекції для студентів філологічного факультету. — Львів, 1964. — 122 с.
- Нариси з історії серболужицької літературної мови / Лекції для студентів філологічного факультету. — Львів, 1970. — 48 с.
- (У співавторстві з Моторним В.) Нариси з історії серболужицької літератури. — Львів, 1970. — 93 с.
- Верхнелужицко-русский словарь = Hornjoserbsko-ruski słownik / Составил К. К. Трофимович. — Москва–Бауцен, 1974. — 564 с.
- Моторный В. А., Трофимович К. К. Серболужицкая литература. — Львів, 1987. — 171 с.
- Серболужицкий язык: Учебное пособие для университетов. — Минск, 1989. — 67 с.
- Моторний В. А., Трофимович К. К. Історія серболужицької культури (XVIII—XIX ст.): Текст лекцій. — Львів, 1991. — 40 с.
- Українсько-верхньолужицький словник (А–Й) / Уклав К. Трофимович. — Львів, 1993. — 89 с.
- Українсько-верхньолужицький словник (К–Я) / Уклав К. Трофимович. — Львів, 1993. — 157 с.
- Верхньолужицька мова: історія та сучасність. — Львів: Українські технології, 2003. — 220 с.
- Становлення та розвиток верхньолужицької літературної мови / Наук. редагування Ольга Албул та Оксана Лазор. — Львів, 2009. — 232 с.